# Lista de circuitos da IndyCar Series

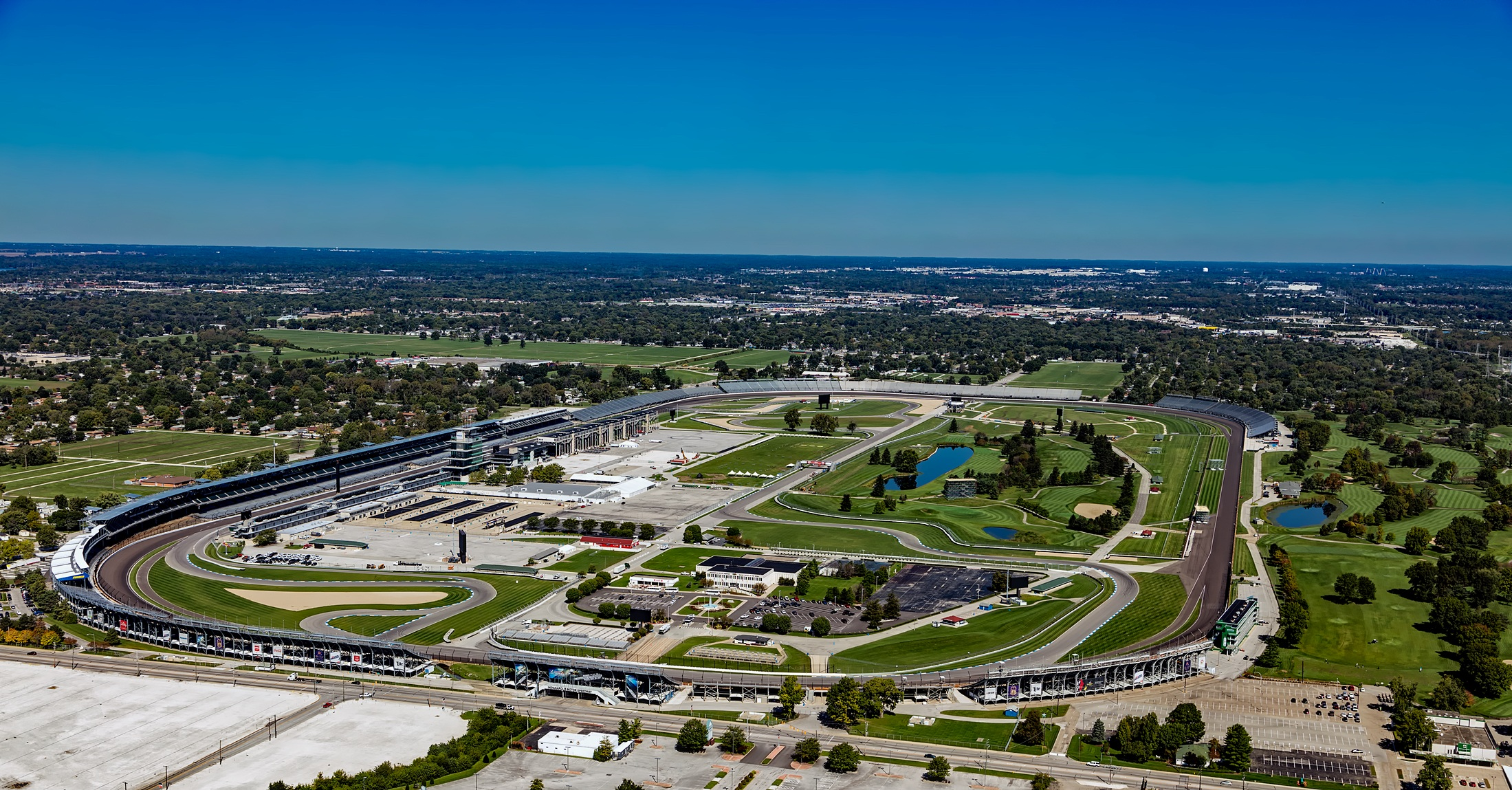
Fotografia aérea do Indianapolis Motor Speedway.

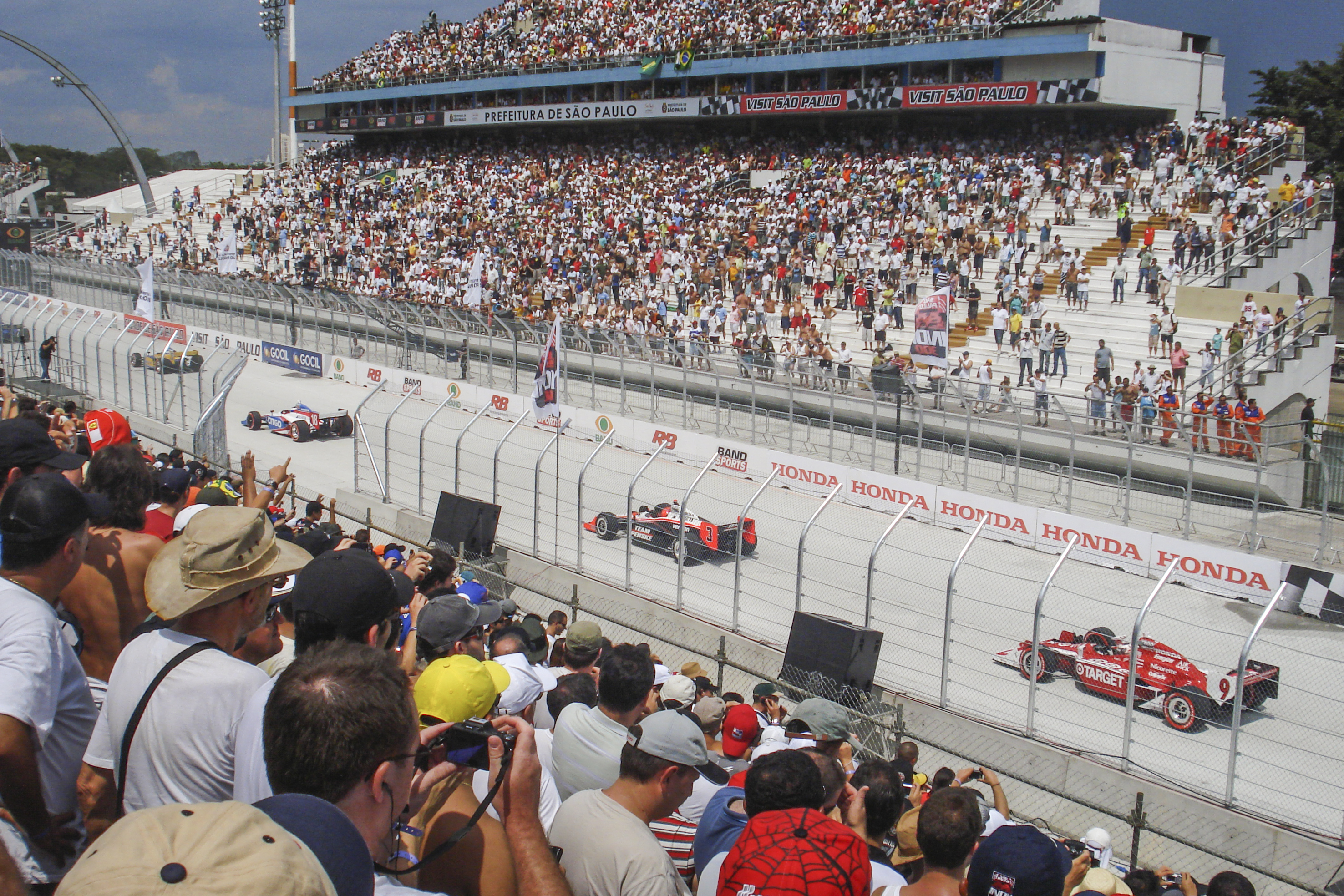
Reta principal do Circuito do Anhembi em 2010.

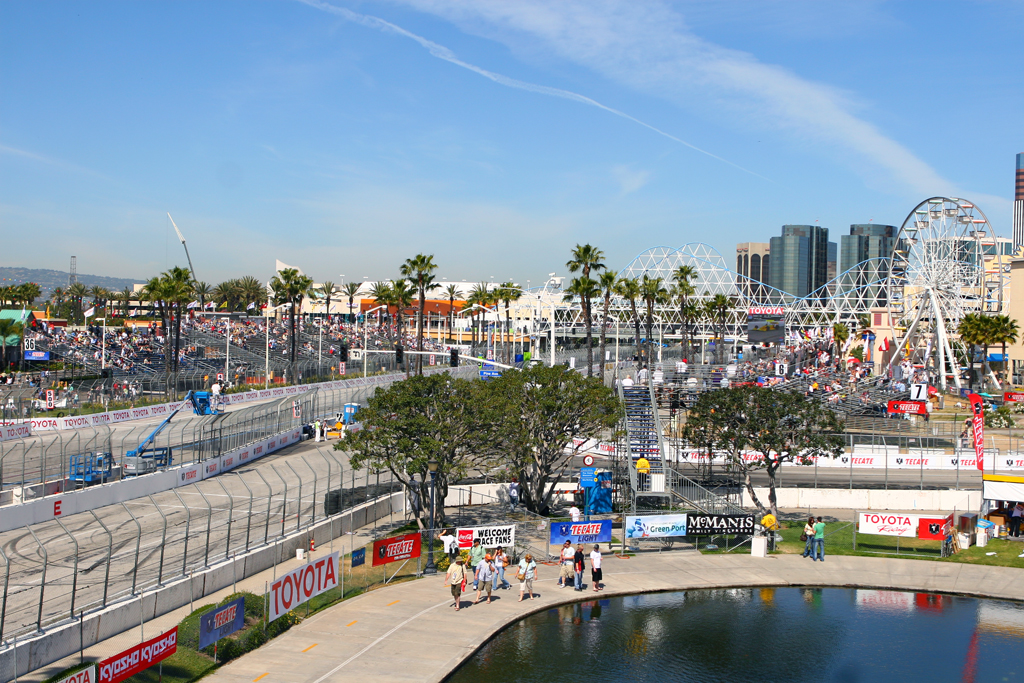
Vista do Circuito de Long Beach.

A IndyCar Series, atualmente conhecida como NTT IndyCar Series por razões de patrocínio, (no Brasil: Fórmula Indy) é a principal categoria de automobilismo de monopostos sancionada da IndyCar. A temporada da IndyCar Series consiste em uma série de corridas, geralmente realizadas em circuitos específicos e, em alguns casos, em pistas montadas em ruas fechadas de cidades.
Esta lista os circuitos que receberam corridas da IndyCar Series desde a cisão com a CART em 1996 até agora. 

## História
O anúncio das intenções de criar um novo certame com monopostos ocorreram em 1994 e então se iniciou em 1996 a era da Indy Racing League em 1996, o empreendedor Tony George alegava que estava criando a nova categoria de monopostos e levando a principal prova, as 500 Milhas de Indianápolis, para zelar pela tradição dos monopostos americanos e suas especificações técnicas com o calendário com 100% de circuitos ovais; desde então, 45 circuitos já realizaram uma etapa do campeonato. Entre 1996 e 2004 a categoria correu pura e simplesmente em circuitos ovais e sua mais prestigiosa corrida era e ainda é nos dias atuais as 500 Milhas de Indianápolis. O traçado oval do Indianapolis Motor Speedway é a única pista a fazer parte de todas as temporadas da categoria. Atualmente a categoria tem apenas uma corrida fora dos Estados Unidos, disputada em Toronto, no Canadá, porém a categoria também já teve etapas na Austrália, no Brasil, e no Japão. Os autódromos de Indianapolis Motor Speedway e de Twin Ring Motegi utilizaram as variações em oval e misto em pelo menos uma oportunidade na categoria.
Como alguns circuitos hospedaram o Grande Prêmio usando configurações diferentes, a configuração mais recente usada está listada na tabela abaixo. 

## Circuitos
| † | Circuitos atuais (para a temporada de 2025) |

- A coluna "Mapa" mostra um diagrama da última configuração nas pistas atuais e a última configuração utilizada nas pistas anteriores.
- A coluna "Último comprimento usado" mostra o comprimento da pista para a configuração usada na última vez que a corrida da IndyCar Series foi realizada em uma determinada pista.

| Circuito                                  | Mapa | Estilo          | Direção      | Local                                      | Último comprimento usado | Grande Prêmio(s) | Temporada(s)                    | Total                              |
| ----------------------------------------- | ---- | --------------- | ------------ | ------------------------------------------ | ------------------------ | --- | ------------------------------- | ---------------------------------- |
| Circuito das Américas                     |      | Circuito misto  | Anti-horário | Austin, Texas, Estados Unidos              | 3,427 mi (5,515 km)      | GP de Austin: Indycar Classic (2019) | 2019                            | 1                                  |
| Circuito do Anhembi                       |      | Circuito de rua | Horário      | São Paulo, São Paulo, Brasil               | 2,536 mi (4,081 km)      | GP de São Paulo: São Paulo Indy 300 (2010), Itaipava São Paulo Indy 300 (2011–2013) | 2010–2013                       | 4                                  |
| Atlanta Motor Speedway                    |      | Oval            | Anti-horário | Hampton, Geórgia, Estados Unidos           | 1,54 mi (2,48 km)        | GP de Atlanta: Atlanta 500 Classic (1998), Kobalt Mechanics Tools 500 (1999), Midas 500 Classic (2000), zMax 500 (2001) | 1998–2001                       | 4                                  |
| Auto Club Speedway                        |      | Oval            | Anti-horário | Fontana, Califórnia, Estados Unidos        | 2 mi (3,2 km)            | GP de Fontana: Yamaha Indy 400 (2002), Toyota Indy 400 (2003–2005), MAVTV 500 INDYCAR World Championships (2012–2014), MAVTV 500 (2015) | 2002–2005, 2012–2015            | 8                                  |
| Circuito de rua de Baltimore              |      | Circuito de rua | Horário      | Baltimore, Maryland, Estados Unidos        | 2,04 mi (3,28 km)        | GP de Baltimore: Baltimore Grand Prix (2011), Grand Prix of Baltimore presented by SRT (2012–2013) | 2011–2013                       | 3                                  |
| Barber Motorsports Park†                  |      | Circuito misto  | Horário      | Birmingham, Alabama, Estados Unidos        | 2,38 mi (3,83 km)        | GP de Alabama: Indy Grand Prix of Alabama presented by Legacy Credit Union (2010), Honda Indy Grand Prix of Alabama (2011–2019, 2021–2022), Children's of Alabama Indy Grand Prix (2023–) | 2010–2019, 2021–2024            | 14                                 |
| Circuito de Belle-Isle Park†              |      | Circuito de rua | Horário      | Detroit, Michigan, Estados Unidos          | 2,35 mi (3,78 km)        | GP de Detroit: Detroit Indy Grand Prix presented by Firestone (2007–2008), Chevrolet Detroit Belle Isle Grand Prix (2012), Chevrolet Indy Dual in Detroit (2013–2014), Chevrolet Dual in Detroit (2015–2016), Chevrolet Detroit Grand Prix (2017–2019); (2007–2008, 2012); (2013–2019) | 2007–2008, 2012–2019, 2021–2022 | 20 (2 entre 2013–2019 e 2021)      |
| Charlotte Motor Speedway                  |      | Oval            | Anti-horário | Concord, Carolina do Norte, Estados Unidos | 1,5 mi (2,4 km)          | GP de Charlotte: VisionAire 500 (1996/97–1999); (1999) | 1997–1999                       | 3                                  |
| Chicagoland Speedway                      |      | Oval            | Anti-horário | Joliet, Illinois, Estados Unidos           | 1,52 mi (2,45 km)        | GP de Chicago: Delphi Indy 300 (2001–2004), Peak Antifreeze Indy 300 (2005–2007), Peak Antifreeze & Motor Oil Indy 300 (2008–2010) | 2001–2010                       | 10                                 |
| Detroit Street Circuit†                   |      | Circuito de rua | Horário      | Detroit, Michigan, Estados Unidos          | 1,700 mi (2,736 km)      | GP de Detroit: Chevrolet Detroit Grand Prix presented by Lear (2023–) | 2023–2024                       | 2                                  |
| Dover International Speedway              |      | Oval            | Anti-horário | Dover, Delaware, Estados Unidos            | 1 mi (1,6 km)            | GP de Dover: Pep Boys 400K (1998), MBNA Mid-Atlantic 200 (1999) | 1998–1999                       | 2                                  |
| Circuito de Edmonton                      |      | Circuito de rua | Horário      | Edmonton, Alberta, Canadá                  | 2,224 mi (3,579 km)      | GP de Edmonton: Rexall Edmonton Indy (2008–2009), Honda Indy Edmonton (2010), Edmonton Indy (2011–2012) | 2008–2012                       | 5                                  |
| World Wide Technology Raceway at Gateway† |      | Oval            | Anti-horário | Madison, Illinois, Estados Unidos          | 1,25 mi (2,01 km)        | GP de St. Louis: Gateway Indy 250 (2001–2002), Emerson Indy 250 (2003), Bommarito Automotive Group 500 (2017–) | 2001–2003, 2017–2024            | 11 (2 em 2020)                     |
| Homestead-Miami Speedway                  |      | Oval            | Anti-horário | Homestead, Flórida, Estados Unidos         | 1,485 mi (2,390 km)      | GP de Miami: Infiniti Grand Prix of Miami (2001), 20th Anniversary Grand Prix of Miami (2002), Toyota Indy 300 (2003–2006), XM Satellite Radio Indy 300 (2007), GAINSCO Auto Insurance Indy 300 (2008), Firestone Indy 300 (2009), Cafés do Brasil Indy 300 (2010) | 2001–2010                       | 10                                 |
| Circuito de rua de Houston no NRG Park    |      | Circuito de rua | Anti-horário | Houston, Texas, Estados Unidos             | 1,634 mi (2,630 km)      | GP de Houston: Shell and Pennzoil Grand Prix of Houston (2013–2014) | 2013–2014                       | 4 (2 entre 2013–2014)              |
| Indianapolis Motor Speedway†              |      | Oval            | Anti-horário | Speedway, Indiana, Estados Unidos          | 2,5 mi (4,0 km)          | 500 Milhas de Indianápolis: Indianapolis 500 (1996–2015 e 2024–), Indianapolis 500 presented by PennGrade Motor Oil (2016–2019), Indianapolis 500 Presented by Gainbridge (2019–2023) | 1996–2024                       | 29                                 |
| Indianapolis Motor Speedway†              |      | Circuito misto  | Horário      | Speedway, Indiana, Estados Unidos          | 2,439 mi (3,925 km)      | GP de Indianápolis: Grand Prix of Indianapolis (2014), Angie's List Grand Prix of Indianapolis (2015–2016), INDYCAR Grand Prix (2017–2019), GMR Grand Prix (2020–2023), INDYCAR Harvest GP (2020), Big Machine Spiked Coolers Grand Prix (2021), Gallagher Grand Prix (2022–2023), Sonsio Grand Prix (2024–) | 2014–2020                       | 16 (3 em 2020 e 2 entre 2021–2023) |
| Iowa Speedway†                            |      | Oval            | Anti-horário | Newton, Iowa, Estados Unidos               | 0,894 mi (1,439 km)      | GP de Iowa: Iowa Corn Indy 250 (2007–2013), Iowa Corn Indy 300 (2014), Iowa Corn 300 (2015–2019), Iowa INDYCAR 250s (2020); (2020) | 2007–2020                       | 15                                 |
| Kansas Speedway                           |      | Oval            | Anti-horário | Kansas City, Kansas, Estados Unidos        | 1,52 mi (2,45 km)        | GP de Kansas: Ameristar Casino Indy 200 (2001–2002), Kansas Indy 300 (2003), Argent Mortgage Indy 300 (2004–2005), Kansas Lottery Indy 300 (2006–2007), RoadRunner Turbo Indy 300 (2008–2010) | 2001–2010                       | 10                                 |
| Kentucky Speedway                         |      | Oval            | Anti-horário | Sparta, Kentucky, Estados Unidos           | 1,48 mi (2,38 km)        | GP de Kentucky: Belterra Resort Indy 300 (2000–2001), Belterra Casino Indy 300 (2002–2004), AMBER Alert Portal Indy 300 (2005), Meijer Indy 300 (2006–2009), Kentucky Indy 300 (2010–2011) | 2000–2011                       | 12                                 |
| WeatherTech Raceway Laguna Seca†          |      | Circuito misto  | Anti-horário | Monterey, Califórnia, Estados Unidos       | 2,238 mi (3,602 km)      | GP de Monterey: Firestone Grand Prix of Monterey (2019, 2021–) | 2019, 2021–2024                 | 5                                  |
| Las Vegas Motor Speedway                  |      | Oval            | Anti-horário | Sunrise Manor, Nevada, Estados Unidos      | 1,544 mi (2,485 km)      | GP de Las Vegas: Las Vegas 500K (1996/97–1998), Vegas.com 500 (1999), Vegas Indy 300 (2000), IZOD INDYCAR World Championships (2011) | 1997–2000, 2011                 | 6                                  |
| Circuito de rua de Long Beach†            |      | Circuito de rua | Horário      | Long Beach, Califórnia, Estados Unidos     | 1,968 mi (3,167 km)      | GP de Long Beach: Toyota Grand Prix of Long Beach (2008–2018), Acura Grand Prix of Long Beach (2019–) | 2008–2019, 2021–2024            | 16                                 |
| Michigan International Speedway           |      | Oval            | Anti-horário | Brooklyn, Michigan, Estados Unidos         | 2 mi (3,2 km)            | GP de Michigan: Michigan Indy 400 (2002, 2004), Firestone Indy 400 (2003, 2005–2007) | 2002–2007                       | 6                                  |
| Mid-Ohio Sports Car Course†               |      | Circuito misto  | Horário      | Lexington, Ohio, Estados Unidos            | 2,258 mi (3,634 km)      | GP de Mid-Ohio: Honda 200 (2007), Honda Indy 200 (2008–) | 2007–2024                       | 19 (2 em 2020)                     |
| Milwaukee Mile                            |      | Oval            | Anti-horário | West Allis, Wisconsin, Estados Unidos      | 1,015 mi (1,633 km)      | GP de Milwaukee: Menards AJ Foyt Indy 225 (2004), ABC Supply Company AJ Foyt Indy 225 (2005–2009), Milwaukee 225 (2011), Milwaukee IndyFest presented by XYQ (2012), Milwaukee IndyFest (2013), ABC Supply Wisconsin 250 (2014–2015), Hy-Vee Milwaukee Mile 250 (2024) | 2004–2009, 2011–2015, 2024      | 13 (2 em 2024)                     |
| Twin Ring Motegi                          |      | Oval            | Anti-horário | Motegi, Tochigi, Japão                     | 1,52 mi (2,45 km)        | GP de Motegi: Indy Japan 300 (2003–2010) | 2003–2010                       | 8                                  |
| Twin Ring Motegi                          |      | Circuito misto  | Horário      | Motegi, Tochigi, Japão                     | 2,983 mi (4,801 km)      | GP de Motegi: Indy Japan: The Final (2011) | 2011                            | 1                                  |
| Cicuito de rua de Nashville†              |      | Circuito de rua | Anti-horário | Nashville, Tennessee, Estados Unidos       | 2,170 mi (3,492 km)      | Music City Grand Prix: Big Machine Music City Grand Prix (2021–2023) | 2021–2023                       | 3                                  |
| Nashville Superspeedway                   |      | Oval            | Anti-horário | Lebanon, Tennessee, Estados Unidos         | 1,333 mi (2,145 km)      | GP de Nashville: Harrah's Indy 200 (2001), Firestone Indy 200 (2002–2008), Big Machine Music City Grand Prix (2024–) | 2001–2008, 2024                 | 9                                  |
| Nazareth Speedway                         |      | Oval            | Anti-horário | Nazareth, Pensilvânia, Estados Unidos      | 0,935 mi (1,505 km)      | GP de Nazareth: Firestone Indy 225 (2002–2004) | 2002–2004                       | 3                                  |
| New Hampshire Motor Speedway              |      | Oval            | Anti-horário | Loudon, Nova Hampshire, Estados Unidos     | 1,025 mi (1,650 km)      | GP de Nova Hampshire: True Value 200 (1996/97), Pennzoil 200 (1996/97), New England 200 (1998), MoveThatBlock.com Indy 225 (2011) | 1996–1998, 2011                 | 4                                  |
| NOLA Motorsports Park                     |      | Circuito misto  | Horário      | Avondale, Luisiana, Estados Unidos         | 2,74 mi (4,41 km)        | GP da Luisiana: Indy Grand Prix of Louisiana (2015) | 2015                            | 1                                  |
| Pikes Peak International Raceway          |      | Oval            | Anti-horário | Fountain, Colorado, Estados Unidos         | 1 mi (1,6 km)            | GP de Pikes Peak: Samsonite 200 (1996/97), Radisson 200 (1998–1999), Colorado Indy 200 (1999), Radisson Indy 200 (2000–2001), Radisson Indy 225 (2002), Honda Indy 225 (2003–2005) | 1997–2005                       | 10 (2 em 1999)                     |
| Pocono Raceway                            |      | Oval            | Anti-horário | Long Pond, Pensilvânia, Estados Unidos     | 2,5 mi (4,0 km)          | GP de Pocono: Pocono INDYCAR 400 Fueled by Sunoco (2013), Pocono INDYCAR 500 Fueled by Sunoco (2014), ABC Supply 500 (2015–2019, 2021–2022), BitNile.com Grand Prix of Portland (2023–) | 2018–2019, 2021–2024            | 6                                  |
| Portland International Raceway†           |      | Circuito misto  | Horário      | Portland, Oregon, Estados Unidos           | 1,967 mi (3,166 km)      | GP de Portland: Grand Prix of Portland (2018–2019, 2021–2022), BitNile.com Grand Prix of Portland (2023–) | 2018–2019                       | 6                                  |
| Phoenix Raceway                           |      | Oval            | Anti-horário | Avondale, Arizona, Estados Unidos          | 1,022 mi (1,645 km)      | GP de Phoenix: Dura-Lube 200 (1996, 1998), Phoenix 200 (1996/97), MCI WorldCom 200 (1999), MCI WorldCom Indy 200 (2000), Pennzoil Copper World Indy 200 (2001), Bombardier/ATV Indy 200 (2002), Purex Dial Indy 200 (2003), Copper World Indy 200 (2004), XM Satellite Radio Indy 200 (2005), Desert Diamond West Valley Phoenix Grand Prix (2016–2017), Desert Diamond West Valley Casino Phoenix Grand Prix (2018) | 1996–2005, 2016–2018            | 13                                 |
| Richmond Raceway                          |      | Oval            | Anti-horário | Richmond, Virgínia, Estados Unidos         | 0,75 mi (1,21 km)        | GP de Richmond: SunTrust Indy Challenge (2001–2009) | 2001–2009                       | 10                                 |
| Road America†                             |      | Circuito misto  | Horário      | Elkhart Lake, Wisconsin, Estados Unidos    | 4,048 mi (6,515 km)      | GP de Elkhart Lake: KOHLER Grand Prix (2016–2018), REV Group Grand Prix at Road America (2019––2021), Sonsio Grand Prix at Road America (2022–2023), XPEL Grand Prix at Road America (2024–) | 2016–2024                       | 10 (2 em 2020)                     |
| Circuito de rua de São Petersburgo†       |      | Circuito de rua | Horário      | São Petersburgo, Flórida, Estados Unidos   | 1,8 mi (2,9 km)          | GP de São Pertersburgo: Honda Grand Prix of St. Petersburg (2005–2013), Firestone Grand Prix of St. Petersburg (2014–) | 2005–2024                       | 20                                 |
| Sonoma Raceway                            |      | Circuito misto  | Horário      | Sonoma, Califórnia, Estados Unidos         | 2,385 mi (3,838 km)      | GP de Sonoma: Argent Mortgage Indy Grand Prix (2005), Indy Grand Prix of Sonoma (2006, 2009–2011), Motorola Indy 300 (2007), Peak Antifreeze & Motor Oil Indy Grand Prix of Sonoma County (2008), GoPro Indy Grand Prix of Sonoma (2012), GoPro Grand Prix of Sonoma (2013–2017), INDYCAR Grand Prix of Sonoma (2018); (2008–2018) | 2005–2018                       | 14                                 |
| Circuito de rua de Surfers Paradise       |      | Circuito de rua | Anti-horário | Gold Coast, Queensland, Austrália          | 2,795 mi (4,498 km)      | GP de Surfers Paradise: Nikon Indy 300 (2008) | 2008                            | 1                                  |
| Texas Motor Speedway†                     |      | Oval            | Anti-horário | Fort Worth, Texas, Estados Unidos          | 1,455 mi (2,342 km)      | GP do Texas: True Value 500 (1996/97–1998), Lone Star 500 (1998), Longhorn 500 (1999), Mall.com 500 (1999), Casino Magic 500 (2000–2001), Excite 500 (2000), Chevy 500 (2001–2004), Boomtown 500 (2002), Bombardier 500 (2003–2004), Bombardier Learjet 500 (2005–2006), Bombardier Learjet 550 (2007–2009), Firestone 550K (2010, 2012–2013), Firestone Twin 275s (2011), Firestone 600 (2014–2016), Rainguard Water Sealers 600 (2017), DXC Technology 600 (2018–2019), Genesys 600 (2020), Genesys 300 (2021), XPEL 375 (2021–2022), PPG 375 (2023)) | 1996–2023                       | 35 (2 entre 1998–2004 e 2021)      |
| The Thermal Club†                         |      | Circuito misto  | Anti-horário | Thermal, Califórnia, Estados Unidos}}      | 3,067 mi (4,936 km)      | The Thermal Club IndyCar Grand Prix: The Thermal Club IndyCar Grand Prix (2025) | 2025                            | 0                                  |
| Circuito de rua de Toronto†               |      | Circuito de rua | Horário      | Toronto, Ontário, Canadá                   | 1,75 mi (2,82 km)        | GP de Toronto: Honda Indy Toronto (2009–2019, 2022–2023), Ontario Honda Dealers Indy Toronto (2024–), (2013–2014) | 2009–2019, 2022–2024            | 16 (2 entre 2013–2014)             |
| Walt Disney World Speedway                |      | Oval            | Anti-horário | Bay Lake, Flórida, Estados Unidos          | 1 mi (1,6 km)            | GP de Orlando: Indy 200 presented by Aurora (1996–1998), TransWorld Diversified Services Indy 200 (1999), Delphi Indy 200 (2000) | 1996–2000                       | 5                                  |
| Watkins Glen International                |      | Circuito misto  | Horário      | Watkins Glen, Nova Iorque, Estados Unidos  | 3,37 mi (5,42 km)        | GP de Watkins Glen: Watkins Glen Indy Grand Prix presented by Argent Mortgage (2005), Watkins Glen Indy Grand Prix presented by Tissot (2006), Camping World Watkins Glen Grand Prix (2007), Camping World Indy Grand Prix at The Glen (2008), Camping World Grand Prix at The Glen (2009–2010), INDYCAR Grand Prix at The Glen presented by Hitachi (2016), INDYCAR Grand Prix at The Glen (2017) | 2005–2010, 2016–2017            | 8                                  |
| Referências:                              |      |                 |              |                                            |                          | |                                 |                                    |